# Copa Panamericana de Voleibol Masculino de 2010
La V Copa Panamericana de Voleibol Masculino se celebró del 24 de mayo al 29 de mayo de 2010 en San Juan, Puerto Rico. El torneo contó con la participación de 5 selecciones nacionales de la NORCECA y 4 de la Confederación Sudamericana de Voleibol.
A diferencia de otras ediciones, este campeonato clasificó al mejor posicionado de la CSV y de la NORCECA que no haya jugado la Liga Mundial de Voleibol del 2010 al repechaje para acceder a la Liga Mundial de Voleibol 2011.

## Grupos
| Grupo A   | Grupo B        | Grupo C              |
| --------- | -------------- | -------------------- |
| Brasil    | Puerto Rico    | Argentina            |
| Canadá    | México         | República Dominicana |
| Venezuela | Estados Unidos | Venezuela            |

## Primera ronda
– Clasificados a las semifinales. 
     – Clasificados a los cuartos de final.
     – Pasan a disputar la clasificación del 5.º al 8.º lugar.

### Grupo A
| Pos | Equipo   | PJ | PG | PP | SF | SC | DS | PTS |
| --- | -------- | -- | -- | -- | -- | -- | -- | --- |
| 1   | Brasil   | 2  | 2  | 0  | 6  | 3  | +3 | 4   |
| 2   | Canadá   | 2  | 1  | 1  | 5  | 3  | +2 | 3   |
| 3   | Colombia | 2  | 0  | 2  | 1  | 6  | -5 | 2   |

#### Resultados
| Fecha    | Encuentro         | Resultado | Set   | Set   | Set   | Set   | Set  | Puntuación total | Tiempo |
| Fecha    | Encuentro         | Resultado | 1     | 2     | 3     | 4     | 5    | Puntuación total | Tiempo |
| -------- | ----------------- | --------- | ----- | ----- | ----- | ----- | ---- | ---------------- | ------ |
| 24-05-10 | Brasil - Colombia | 3 - 1     | 25:17 | 25:14 | 24:26 | 25:23 |      | 99 - 80          |        |
| 25-05-10 | Canadá - Brasil   | 2 - 3     | 25:16 | 25:20 | 20:25 | 23:25 | 8:15 | 91 - 101         |        |
| 26-05-10 | Colombia - Canadá | 0 - 3     | 26:28 | 16:25 | 14:25 | :     |      | 56 - 78          |        |

### Grupo B
| Pos | Equipo         | PJ | PG | PP | SF | SC | DS | PTS |
| --- | -------------- | -- | -- | -- | -- | -- | -- | --- |
| 1   | Estados Unidos | 2  | 2  | 0  | 6  | 3  | +3 | 4   |
| 2   | Puerto Rico    | 2  | 1  | 1  | 4  | 4  | 0  | 3   |
| 3   | México         | 2  | 0  | 2  | 3  | 6  | +3 | 2   |

#### Resultados
| Fecha    | Encuentro                    | Resultado | Set   | Set   | Set   | Set   | Set   | Puntuación total | Tiempo |
| Fecha    | Encuentro                    | Resultado | 1     | 2     | 3     | 4     | 5     | Puntuación total | Tiempo |
| -------- | ---------------------------- | --------- | ----- | ----- | ----- | ----- | ----- | ---------------- | ------ |
| 24-05-10 | Puerto Rico - México         | 3 - 1     | 25:20 | 21:25 | 25:23 | 25:18 |       | 96 - 86          |        |
| 25-05-10 | México - Estados Unidos      | 2 - 3     | 25:19 | 23:25 | 18:25 | 28:26 | 09:15 | 103 - 110        |        |
| 26-05-10 | Estados Unidos - Puerto Rico | 3 - 1     | 19:25 | 25:19 | 25:18 | 25:23 |       | 94 - 85          |        |

### Grupo C
| Pos | Equipo               | PJ | PG | PP | SF | SC | DS | PTS |
| --- | -------------------- | -- | -- | -- | -- | -- | -- | --- |
| 1   | Argentina            | 2  | 2  | 0  | 6  | 0  | +6 | 4   |
| 2   | República Dominicana | 2  | 1  | 1  | 3  | 3  | 0  | 3   |
| 3   | Venezuela            | 2  | 0  | 2  | 0  | 6  | -6 | 2   |

#### Resultados
| Fecha    | Encuentro                        | Resultado | Set   | Set   | Set   | Set | Set | Puntuación total | Tiempo |
| Fecha    | Encuentro                        | Resultado | 1     | 2     | 3     | 4   | 5   | Puntuación total | Tiempo |
| -------- | -------------------------------- | --------- | ----- | ----- | ----- | --- | --- | ---------------- | ------ |
| 24-05-10 | República Dominicana - Argentina | 0 - 3     | 19:25 | 24:26 | 22:25 |     |     | 65 - 76          |        |
| 25-05-10 | Argentina - Venezuela            | 3 - 0     | 25:13 | 25:19 | 25:22 |     |     | 75 - 54          |        |
| 26-05-10 | Venezuela - República Dominicana | 0 - 3     | 18:25 | 17:25 | 19:25 | :   |     | 54 - 75          |        |

### Definición 5.º al 8.º lugar
| Fase      | Fecha      | Encuentro                     | Resultado | Set   | Set   | Set   | Set   | Set   | Puntuación total | Tiempo |
| Fase      | Fecha      | Encuentro                     | Resultado | 1     | 2     | 3     | 4     | 5     | Puntuación total | Tiempo |
| --------- | ---------- | ----------------------------- | --------- | ----- | ----- | ----- | ----- | ----- | ---------------- | ------ |
| 9° puesto | 27 de mayo | Venezuela - Colombia          | 2 - 3     | 22:25 | 25:19 | 25:21 | 21:25 | 15:17 | 108 - 107        |        |
| 7° puesto | 28 de mayo | Colombia - México             | 1 - 3     | 19:25 | 25:23 | 15:25 | 20:25 |       | 79 - 98          |        |
| 5° Puesto | 29 de mayo | Canadá - República Dominicana | 3 - 0     | 25:15 | 28:26 | 25:10 |       |       | 78 - 51          |        |

## Fase final

### Final 1.º al 4.º puesto
|  | Cuartos de final      | Cuartos de final |                        |                        | Semifinales | Semifinales |  |  | Final      | Final |
|  |                       |                  |                        |                        |             |             |  |  |            |       |
|  |                       |                  |                        |                        |             |             |  |  |            |       |
|  |                       |                  |                        |                        |             |             |  |  |            |       |
|  | Brasil                |                  |                        |                        |             |             |  |  |            |       |
|  | 28 de mayo            |                  |                        |                        |             |             |  |  |            |       |
|  | Clasifica 1ro en el A |                  |                        |                        |             |             |  |  |            |       |
|  | Brasil                | 0                |                        |                        |             |             |  |  |            |       |
|  | Brasil                | 0                | 27 de mayo             |                        |             |             |  |  |            |       |
|  |                       | Estados Unidos   | 3                      |                        |             |             |  |  |            |       |
|  | Estados Unidos        | Estados Unidos   | 3                      | 3                      |             |             |  |  |            |       |
|  | Estados Unidos        |                  | 29 de mayo             | 3                      |             |             |  |  |            |       |
|  | República Dominicana  | 0                |                        |                        |             |             |  |  |            |       |
|  | República Dominicana  | 0                | Estados Unidos         | 3                      |             |             |  |  |            |       |
|  |                       |                  | Estados Unidos         | 3                      |             |             |  |  |            |       |
|  |                       | Argentina        | 0                      |                        |             |             |  |  |            |       |
|  | Argentina             | Argentina        | 0                      |                        |             |             |  |  |            |       |
|  | 28 de mayo            |                  |                        |                        |             |             |  |  |            |       |
|  | Clasifica 1ro en el C |                  |                        |                        |             |             |  |  |            |       |
|  | Argentina             | 3                | Tercer y cuarto puesto | Tercer y cuarto puesto |             |             |  |  |            |       |
|  | Argentina             | 3                | Tercer y cuarto puesto | Tercer y cuarto puesto | 27 de mayo  |             |  |  |            |       |
|  |                       | Puerto Rico      | 2                      |                        |             |             |  |  |            |       |
|  | Canadá                | Puerto Rico      | 2                      | 2                      | Brasil      | 1           |  |  |            |       |
|  | Canadá                |                  |                        | 2                      | Brasil      | 1           |  |  |            |       |
|  | Puerto Rico           | 3                |                        | Puerto Rico            | 3           |             |  |  |            |       |
|  | Puerto Rico           | 3                |                        |                        | 3           |             |  |  |            |       |
|  |                       |                  |                        |                        |             |             |  |  | 29 de mayo |       |
|  |                       |                  |                        |                        |             |             |  |  |            |       |

#### Resultados
| Fase             | Fecha      | Encuentro                             | Resultado | Set   | Set   | Set   | Set   | Set   | Puntuación total | Tiempo |
| Fase             | Fecha      | Encuentro                             | Resultado | 1     | 2     | 3     | 4     | 5     | Puntuación total | Tiempo |
| ---------------- | ---------- | ------------------------------------- | --------- | ----- | ----- | ----- | ----- | ----- | ---------------- | ------ |
| Cuartos de final | 27 de mayo | Estados Unidos - República Dominicana | 3 - 0     | 25:14 | 25:18 | 25:18 |       |       | 75 - 50          |        |
| Cuartos de final | 27 de mayo | Canadá - Puerto Rico                  | 2 - 3     | 23:25 | 25:17 | 22:25 | 30:28 | 14:16 | 114 - 111        |        |
| Semifinal        | 28 de mayo | Estados Unidos - Brasil               | 3 - 0     | 26:24 | 26:24 | 25:18 |       |       | 77 - 66          |        |
| Semifinal        | 28 de mayo | Puerto Rico - Argentina               | 2 - 3     | 29:27 | 25:23 | 20:25 | 22:25 | 10:15 | 106 - 115        |        |
| Tercer lugar     | 29 de mayo | Brasil - Puerto Rico                  | 1 - 3     | 18:25 | 17:25 | 25:16 | 17:25 |       | 77 - 91          |        |
| Final            | 29 de mayo | Estados Unidos - Argentina            | 3 - 0     | 25:23 | 25:21 | 30:28 |       |       | 80 - 72          |        |

## Campeón
| Estados Unidos           |
| Campeón                  |
| Estados Unidos 4° título |

## Clasificación general
| Pos | Equipo               |
| --- | -------------------- |
| 1   | Estados Unidos       |
| 2   | Argentina            |
| 3   | Puerto Rico          |
| 4   | Brasil               |
| 5   | Canadá               |
| 6   | República Dominicana |
| 7   | México               |
| 8   | Colombia             |
| 9   | Venezuela            |